# Marco Fabián Vázquez
Marco Antonio Javier Fabián Vázquez (ur. 26 grudnia 1964 w Guadalajarze) – meksykański piłkarz występujący na pozycji ofensywnego pomocnika, trener piłkarski, od 2025 roku prowadzi Tlaxcalę.
Fabián profesjonalną karierę piłkarską rozpoczynał w drugoligowym zespole Federación de Estudiantes de Guadalajara, skąd odszedł do CF La Piedad, także z drugiej ligi. W jego barwach w sezonie 1988/1989 został królem strzelców drugiej ligi meksykańskiej. Później przeszedł do występującego na tym samym szczeblu rozgrywek Club León, z którym w 1990 roku awansował do meksykańskiej Primera División. W rozgrywkach 1991/1992 wywalczył z zespołem tytuł mistrza Meksyku, notując dwa gole i dwie asysty w 27 spotkaniach. Po tym sukcesie odszedł do pierwszoligowego Puebla FC, a w najwyższej klasie rozgrywkowej reprezentował jeszcze barwy Correcaminos UAT. Resztę kariery spędził w drugoligowych zespołach – Chivas Tijuana, Tampico Madero FC, ponownie CF La Piedad oraz CD Tapatío i Bachilleres de Guadalajara, gdzie zakończył swoją piłkarską karierę. Podczas całej kariery strzelił dziewięć goli w 84 meczach w pierwszej lidze meksykańskiej.
Po zakończeniu kariery przez ponad piętnaście lat był związany z klubem Chivas de Guadalajara, będąc na przestrzeni tego czasu trenerem czwartoligowych i trzecioligowych rezerw, drużyn U-17 i U-20, a także prowadząc inne kategorie juniorskie. Jako szkoleniowiec w akademii juniorskiej Chivas odniósł wiele sukcesów na arenie krajowej i międzynarodowej – czterokrotnie został młodzieżowym mistrzem Meksyku (trzy razy z zespołem rezerw, raz z ekipą U-20), raz mistrzem Meksyku rezerw, triumfował również w juniorskich turniejach w Meksyku, Kostaryce, Holandii, Anglii, Irlandii i Hiszpanii. Przez pewien czas pracował też z pierwszym zespołem, pełniąc rolę asystenta, a w 2009 roku został na krótko tymczasowym trenerem drużyny. W czerwcu 2013 został asystentem José Luisa Reala w amerykańskim klubie CD Chivas USA, będącym satelicką ekipą Chivas de Guadalajara.
Jest ojcem innego piłkarza, także Marco Fabiána.